# Bathymophila
Bathymophila is een geslacht van weekdieren uit de klasse van de Gastropoda (slakken).

## Soorten
- Bathymophila aages Vilvens, 2009
- Bathymophila alabida (B. A. Marshall, 1979)
- Bathymophila asphala B. A. Marshall, 1999
- Bathymophila callomphala (Schepman, 1908)
- Bathymophila diadema (B. A. Marshall, 1999)
- Bathymophila euspira (Dall, 1881)
- Bathymophila gravida B. A. Marshall, 1999
- Bathymophila valentia B. A. Marshall, 1999